# Кар'єр Кальмакир

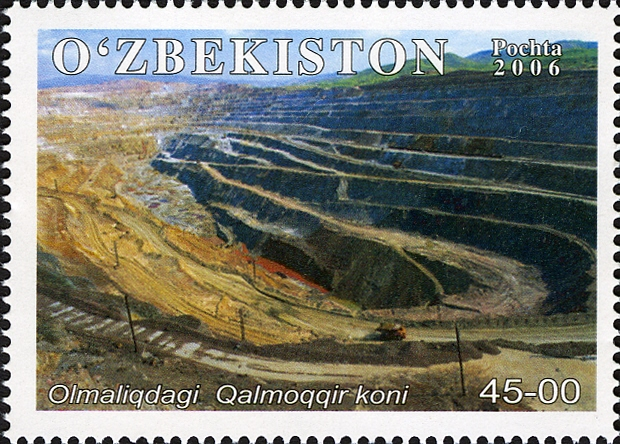
Кар'єр Кальмакир на поштовій марці

Кар'єр Кальмакир — гігантський гірничодобувний майданчик на сході Узбекистану.
Рудопрояв Кальмакир вперше виявили у 1925 році. Розпочаті наступного десятиліття розвідувальні роботи у підсумку показали наявність тут гігантського мідно-молібденового родовища — вже в 1940-му запаси в перерахунку на мідь оцінювались у 1,7 млн тонн, надалі ж цей показник визначили як 6,15 млн тонн (плюс 98 тисяч тонн молібдену).
У 1954-му на Кальмакирі почалось будівництво кар'єру, що видав першу продукцію в 1959-му. Роботи організували в межах Алмалицького гірничо-металургійного комбінату, так що видобута руда спершу думпкарами спрямовується на розташовану за 8 км мідну збагачувальну фабрику, а отриманий концентрат споживає належний до того ж комбінату мідеплавильний завод.
Станом на початок 2020-х проєктна глибина кар'єру визначена як 660 метрів, при цьому в 2010-му фактична середня відмітка становила 480 метрів, а станом на 2021 рік роботи вже досягнули глибини у 530 метрів.
За перші пів століття існування кар'єр Кальмакир досягнув максимального показника в 1987 році на рівні 26 млн тонн руди, що було недостатньо для повного завантаження збагачувальної фабрики, спроєктованої на 38 млн тонн на рік (остання також працює з кар'єром Сари-Чеку, проте потужність останнього на той час не перевищувала 4 млн тонн). Станом на початок 2020-х проєктна потужність рудника рахувалась як 30 млн тонн на рік, а накопичений за шістдесят років видобуток становив 1,2 млрд тонн руди.
У 2020-х роках неподалік почалось спорудження ще одного гігантського кар'єру Йошлик-1. Передбачається, що в підсумку Йошлик-1 та Кальмакир можуть стати одним кар'єром на об'єкті, який називають «родовище Олій-Зійо».